# The Lumineers
The Lumineers est un groupe de folk américain, originaire de Ramsey, dans le New Jersey. Le groupe est composé de Wesley Schultz au chant et à la guitare, Jeremiah Fraites à la batterie et Neyla Pekarek au violoncelle et au chant.

## Biographie

### Débuts (2005–2011)
Le groupe, initialement constitué de Wesley et Jeremiah, jouait à ses débuts, en 2005, sur les scènes de Brooklyn sous le nom de Wesley Jeremiah. Le duo a du mal à trouver le succès à New York. Ils prennent le nom de The Lumineers, qu'un organisateur leur a attribué par erreur.
En 2009, après avoir souhaité partir pour Londres, Philadelphie, Boston, Fraites et Schultz, décident de partir et se délocaliser à Denver, dans le Colorado, et de rejoindre les soirées à micro ouvert,. C'est une fois arrivés qu'ils publient une annonce pour trouver un violoncelliste. En 2010, ils font la rencontre de Neyla Pekarek (violon),,. Pekarek à peine diplômée, répond à une annonce postée par Schultz et Fraites pour un violoncelliste, et accepte de les rejoindre lorsqu'elle y est invitée,,. Les trois membres du groupe reconnaissent avoir des influences très variées comme Leonard Cohen, Bob Dylan, Bruce Springsteen, The Cars ou encore Talking Heads.

### The Lumineers(2012–2013)

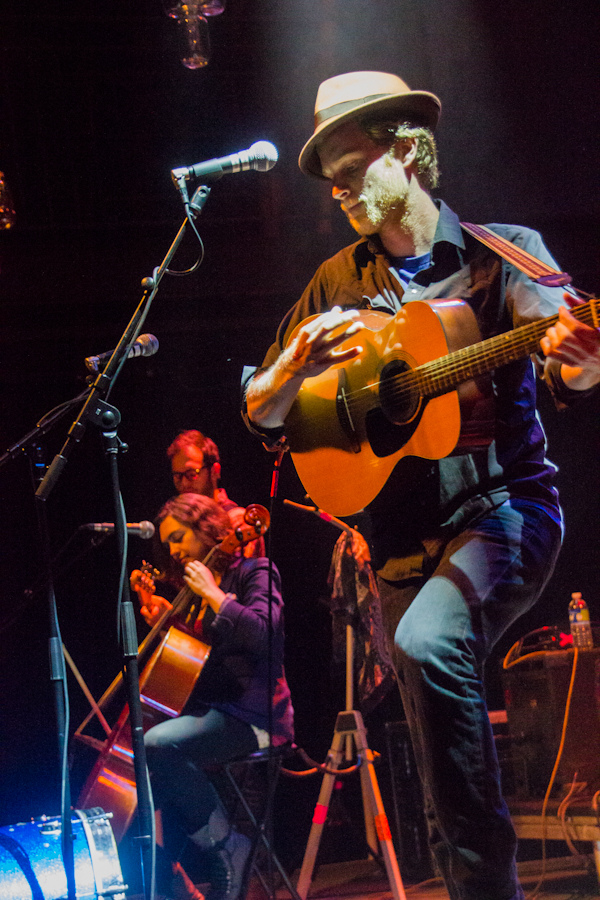
Le groupe au 9:30 Club de Washington, D.C. le 2 août 2012.

Comme trio, The Lumineers fait la rencontre de Maxwell Hughes lors d'une soirée micro ouvert à Denver. Hughes suggère alors aux autres membres de recruter un joueur de mandoline ; il joue et tourne comme quatrième membre non officiel, et contribue au premier album du groupe. Cependant, à cette période, le groupe cherchait un quatrième membre, et Hughes et The Lumineers se séparent.
Au printemps 2011, ils signent un contrat de management avec Onto Entertainment qui donnera le budget nécessaire pour l'enregistrement de l'album à Seattle au Bear Creek Studio avec le producteur Ryan Hadlock qui est remixé par Kevin Augunas qui a aussi travaillé avec Black Keys, Cold War Kids, Edward Sharpe and the  Magnetic Zeros, J-Roddy Walston and the Business, et Jon Brion
En décembre 2011, ce qui devient le premier single, Ho Hey, est utilisé pendant la dernière saison de Hart of Dixie. À partir de là, le groupe gagne l'intérêt national. En janvier 2012, John Richards, DJ à KEXP-FM de Seattle, découvre Ho Hey dans une pile de nouveaux CD qu'il a reçu, et le joue deux fois d'affilée en une semaine, le considérant meilleur morceau de 2012. WXPN Philadelphia / NPR invite ensuite le groupe dans son programme World Cafe: Next. Le groupe signe un contrat avec le label indépendant Dualtone Records ce même mois. L'album est ensuite acheté sous les mêmes termes par le label Dine Alone Records au Canada, Inertia en Australie, et Decca Records pour l'international.
The Lumineers est publié le 3 avril 2012 chez Dualtone Records. L'album est bien accueilli par la presse, recevant une moyenne de 73 à l'agrégateur Metacritic. Musicperk.com attribue à l'album un 8/10 commentant qu'une « lueur d'espoir existe ». La popularité du groupe continue à s'accroître en 2012 avec des concerts à guichets fermés et les ventes de l'album qui augmentent ; l'album atteint la deuxième place du Billboard 200 album chart,.
Le 14 juin 2012, le premier single, Ho Hey, débute 90e du classement Billboard Hot 100, leur premier morceau à atteindre ce succès. Ho Hey atteint ensuite la troisième place du Hot 100, ce qui en fait leur premier single classé au top 5. En 2017, le morceau compte cinq millions d'exemplaires vendus. Le 30 juin, Ho Hey devient premier de la Triple A radio pendant huit semaines. Plus tard, le 17 septembre, le morceau atteint la première place du classement Alternative Songs et y reste pendant deux semaines,. Ho Hey atteint la première place des classements Billboard Rock Airplay, Hot Rock Songs, Alternative Songs, Rock Digital Songs, Alternative Digital Songs, Heatseekers Songs, Adult Pop Songs, et Adult Contemporary Songs. Ho Hey jouit aussi du succès à l'international, atteignant la 17e place au Canada et la 8e place au Royaume-Uni. En octobre 2012, Spotify nomme Ho Hey comme la chanson la plus partagée à Manhattan, et la troisième la plus partagée à Brooklyn. Le 23 novembre 2012, The Lumineers publie Winter, une version EP de leur premier album.
En 2013, Ho Hey reste huit semaines consécutives au Billboard Adult Pop Songs,. En parallèle, Stubborn Love, le second single extrait de The Lumineers, se voit classé premier pendant quatre semaines aux Adult Alternative Songs. The Lumineers tourne en tête d'affiche dans le nord-ouest des États-Unis en février 2013. Ils tournent ensuite au Royaume-Uni, en Europe, et en Australie au début de 2013,,. Leur chanson Gale Song figure dans la bande originale du film Hunger Games : L'Embrasement.

### Cleopatra(depuis 2014)
En 2014, leur chanson Scotland est utilisée comme thème pour la série télévisée Reign.
En septembre 2014, ils commencent à travailler à leur deuxième album.
Sortie de l'abum Cleopatra en 2016.
En janvier 2017, ils annoncent sur leur site officiel qu'ils feront la première partie de U2 sur les dates américaines de The Joshua Tree Tour 2017.